# Kênh Thoại Hà
Kênh Thoại Hà (chữ Hán: 瑞河) còn có các tên: kênh Tam Khê, kênh Đông Xuyên hay Đông Xuyên Cảng đạo, nối rạch Long Xuyên (có khi gọi là sông, tên cũ là rạch Đông Xuyên, thuộc tỉnh An Giang) với hệ thống thủy đạo ở Rạch Giá (Kiên Giang). Đây là một công trình thoát lũ đầu tiên của nhà Nguyễn ở đồng bằng sông Cửu Long, Việt Nam.

## Nguyên do
Năm 1817, khi Thoại Ngọc Hầu về trấn thủ trấn Vĩnh Thanh, thấy việc giao thông thương mại ở vùng đất này gặp nhiều khó khăn, mọi trao đổi hàng hóa thời bấy giờ giữa miền duyên hải Hà Tiên, Rạch Giá (nay đều thuộc tỉnh Kiên Giang) đều phải đi vòng đường biển thật bất tiện. Và cũng nhận thấy cần phải khơi nguồn để tháo bớt một phần nước lụt của sông Hậu ra biển Rạch Giá. Vì hai lẽ đó, ông đã nghĩ ngay đến việc phải đào một con kênh.

## Đào kênh
Kênh khởi công vào đầu năm 1818, nối rạch Long Xuyên ở Tam Khê  với hệ thống thủy đạo ở Rạch Giá , huy động khoảng 1.500 nhân công. Nhờ đào theo lạch nước cũ nên công việc khá thuận lợi, một tháng đã hoàn thành với bề rộng 20 tầm (51,2 m), chiều dài 12.410 tầm (31, 744 km).
Trích văn bia Thoại Sơn:
Mùa thu năm Đinh Sửu (1817), lão thần kính, được vua trao ấn phù giữ trấn Vĩnh Thanh, mùa xuân năm Mậu Dần (1818) vâng chỉ đốc suất đào kênh Đông Xuyên.
Từ ngày thụ mệnh vua, sớm khuya kính sợ, đốn cây rậm, bới bùn lầy, đào kênh dài đến 12.410 tầm, trải qua một tháng thì xong việc, nghiễm nhiên trở thành ra một sông to, luôn luôn ghe thuyền qua lại tiện lợi...

Theo Đại Nam thực lục:
Đinh Sửu, Gia Long năm thứ 16 [1817], tháng 11 (âm lịch), vét sông Tam Khê, sông cách trấn lỵ Vĩnh Thanh 214 dặm. (Phía tây 4 dặm rưỡi, đến ngã ba hợp với sông Cần Đăng, phía tây nam 59 dặm đến cửa sông Lạc Dục, từ đấy về nam 57 dặm rưỡi đến Song Khê). Vua thấy đất ấy gần Chân Lạp, mênh mông lầy rậm, đường sông đi qua Kiên Giang bị bùn cỏ ủng tắc, thuyền bè không đi được, bèn sai Trấn thủ Nguyễn Văn Thoại sửa sang đường sông, điều động dân Hán [Việt] dân Di [Miên] 1.500 người để vét, nhà nước cấp cho tiền gạo, khiến nhân lối cũ mà đào sâu rộng thêm. Hơn một tháng sông vét xong (ngang hơn 10 trượng, sâu 18 thước), dân Hán, dân Di đều lợi cả. Vua khen công của Thoại, đặt tên sông là Thoại Hà. Ở phía đông sông có núi Lạp Sơn [núi Sập], cũng đặt tên Thoại Sơn, cấm dân không được chặt cây cối.
Kênh đào xong, ông được vua Gia Long khen ngợi và cho phép lấy ông lấy tên mình để đặt tên cho con kênh mới đào là Thoại Hà và núi Sập là Thoại Sơn.
Để đánh dấu một công trình nhiều ý nghĩa này, Thoại Ngọc Hầu cho soạn một bài văn khắc vào bia đá. Đầu bia chạm to hai chữ Thoại Sơn. Năm Minh Mạng thứ ba (1822), ông long trọng làm lễ dựng bia tại miếu thờ Sơn thần (nay là ngôi đình thờ ông làm Thành hoàng) bên triền núi Sập.

Năm 1839, 1840, 1857 theo Đại Nam thực lục, kênh được tu bổ:
Kỷ Hợi, Minh Mệnh năm thứ 20 [1839], mùa hạ tháng 5, khơi vét đường sông An Giang. Vua dụ bộ Công: “Hạt tỉnh An Giang gần Thoại Sơn, có một đoạn là chằm cỏ rậm dài hơn 6200 trượng, hai đầu tiếp giáp với sông cũ, phía dưới thông đến huyện Kiên Giang thuộc Hà Tiên rồi chạy thẳng ra biển. Nếu đào mở thành sông lớn, không những việc buôn bán lưu thông mà lại có thể khống chế được những chỗ hiểm yếu nữa. Năm trước đã cho đào mở gần thành dòng sông nhỏ; sau lâu năm cây cỏ mọc um tùm lại thành hoang phế. Nay nước nhà vô sự, sức dân đương rỗi, nên kịp thời chỉnh lý lại. Vậy truyền cho thự Bố chính là Lê Quang Huyên mang theo vệ Giám thành do Kinh phái thân đến xét nghiệm, và nhân khi chưa đến kỳ mưa lũ, thuê nhân công mà làm. Chỗ cỏ rậm thì phát bỏ đi, chỗ bùn lầy thì khơi vét đi. Bất cứ sâu mấy thước, tấc chỉ cần mở rộng ngoài 3, 4 trượng. Rồi đem những bùn cỏ ấy vứt bỏ lên 2 bên bờ, cắm cọc giậu ngăn giữ, để giữa khoảng có thể thông được nước. Chờ đến mùa thu nước to, nước dòng trên chảy phóng xuống đó, thì bùn bị nước quét đi, đường sông nhất định phải sâu thêm. Rồi lại xét nghiệm lại tình hình tâu lên, để tiện đến đầu xuân nước cạn, nhân đó mà đào mở thành một con sông lớn để làm cái lợi muôn đời vô cùng.”
Quang Huyên bèn bắt 2000 dân trong hạt làm việc nửa tháng thì làm xong. (Đường sông dài tất cả 6935 trượng, rộng hơn 4 trượng, giữa lòng nước sâu 2 thước). Vua ban khen, dụ chuẩn cho một dải sông ấy, đoạn mới đoạn cũ đều gọi là sông Thoại Sơn, thưởng cho Quang Huyên 1 đồng Phi long kim tiền hạng lớn, lại gia 1 cấp. Những người trông coi việc và chuyên việc đều thưởng kim tiền, ngân tiền có thứ bậc khác nhau.
Canh Tý, Minh Mệnh năm thứ 21 [1840], mùa xuân, tháng 2, đào sông Thoại Sơn tỉnh An Giang. Trước đây quan tỉnh ấy là bọn Lê Quang Huyên, Nguyễn Nhật Thạnh tuân dụ khám nghiệm dòng sông nông sâu, tâu nói : đoạn giữa sông ấy có hai ngọn nước giáp nhau, nước triều buổi sớm buổi chiều đều có chia ngả, không như các sông khác thế nước chảy thẳng đi, cho nên việc khơi sâu thêm không mấy, mà so với trước kia cũng hơi có phần hơn. Nghĩ xin thuê 6500 người dân trong hạt đào khơi, độ 2 tháng có thể xong việc.
Vua nghe theo. Chuẩn định cho dòng sông ấy trên rộng 6 trượng dưới rộng 5 trượng, sâu 5 thước làm mức. Rồi vì dân phu thuê làm phần nhiều không đủ số, lại xin thêm hạn một tháng nữa. Vừa gặp Lê Quang Huyên theo tờ dụ đến Kinh chúc hỗ. Vua sai đi ngựa trạm về đốc thúc đào sông. Đến lúc hết hạn vẫn chưa làm xong. (Đường sông dài suốt hơn 7600 trượng, mới đào được hơn 4600 trượng), mà mưa lụt dồn đến, việc cấy lúa đến kỳ. Bọn Huyên xin nhận tội là làm việc chậm trễ.
Vua sai tha cho dân làm việc đều về, đợi mùa xuân sang năm sẽ tiếp tục làm. Đồng sự là Lãnh binh Nguyễn Văn Gia tuổi già hèn kém giáng làm Chánh ngũ phẩm Cai đội, bắt về hưu trí; Huyên, Thạnh và phủ huyện bị giáng phạt có thứ bậc khác nhau.
Đinh Tỵ, Tự Đức năm thứ 10 [1857], mùa thu, tháng 7, Khơi dòng sông Thuỵ Sơn [Thoại Sơn] (thuộc tỉnh An Giang) có dòng sông nhỏ thông với sông Kiên Giang, tỉnh Hà Tiên. Khoảng năm Thiệu Trị, đã đào khơi để thông đường vận tải của tỉnh An Giang, Hà Tiên, lâu ngày bị lấp nông. Đến nay Kinh lược sứ là Nguyễn Tri Phương lại xin khơi đào để giúp việc chẹn chỗ hiểm yếu).

## Trong tư liệu cũ

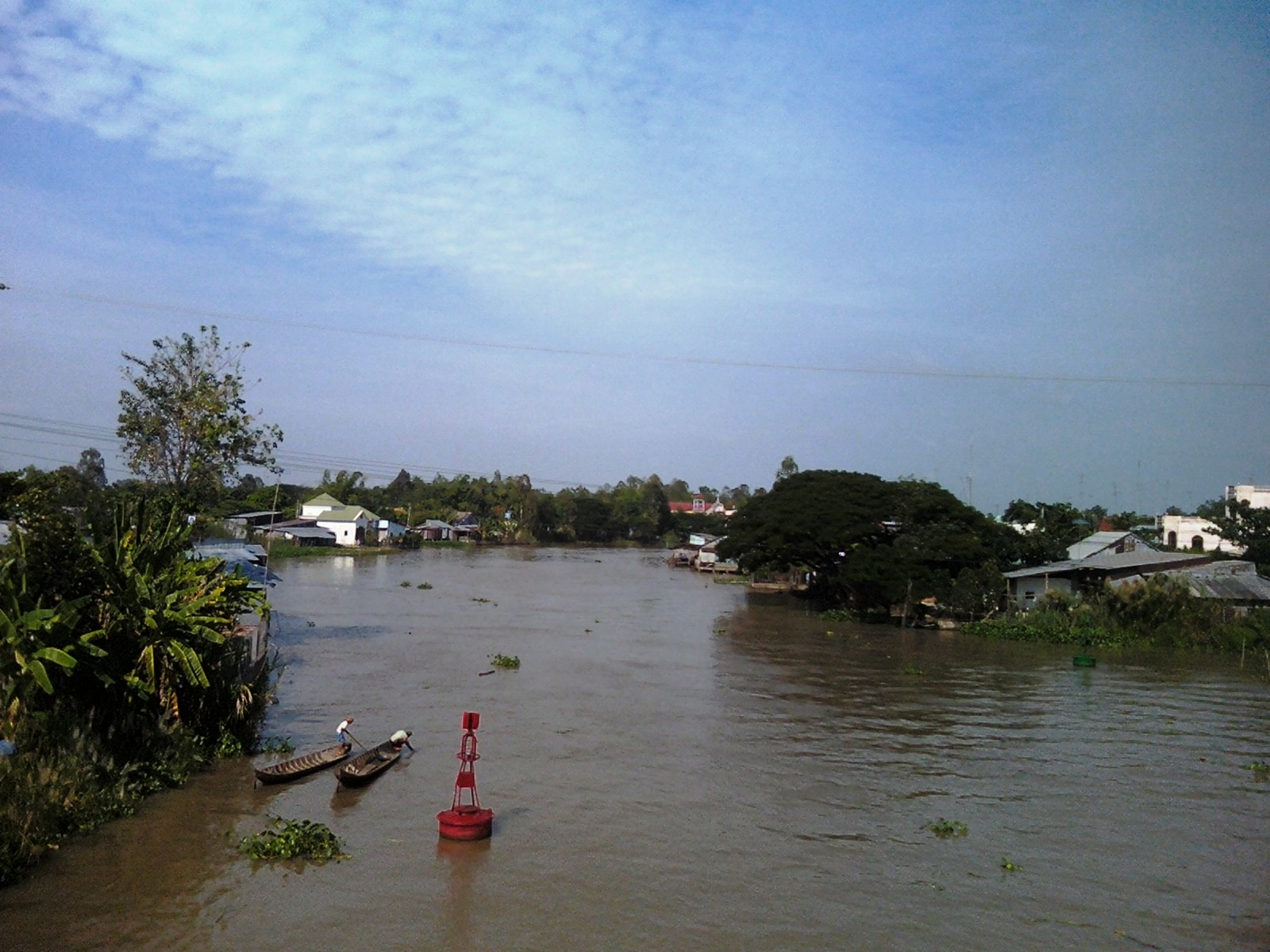
Vị trí Tam Khê ngày nay. Đây là chỗ khởi đào kênh Thoại Hà.

Sách Đại Nam nhất thống chí chép: 
Núi Thoại Sơn ở cách huyện Tây Xuyên 71 dặm về phía nam, cao 20 trượng, chu vi 11 dặm rưỡi, tục gọi là núi Lấp , có khe Hương chảy vào phía tây đổ vào sông Thoại Hà (tục gọi là rạch Ba Rạch)... Năm Gia Long thứ 17, trấn thủ Vĩnh Thanh là Nguyễn Văn Thoại sửa sang sông Thoại Hà, công việc xong, vẽ bản đồ dâng lên, nhà vua thấy bờ đông bắc sông có núi Lấp, cho đổi tên là Thoại Sơn để nâng cao công lao của Nguyễn Văn Thoại, Thoại dựng đền thờ ở chân núi và lập bia, khắc hai chữ lớn "Thoại Sơn".
Sách Gia Định thành thông chí của Trịnh Hoài Đức mô tả:
Thoại Hà tục gọi là Ba Rách, rộng 8 tầm, sâu 14 thước ta, cách trấn về phía tây 214 dặm. Ở bờ phía tây 4 dặm rưỡi đến ngã ba sông, hợp với sông Cần Đăng; qua tây nam 59 dặm đến cửa sông Lạc Dục; từ đấy đi về nam 57 dặm rưỡi đến ngòi nhỏ Song Giang, bùn ứ, cây cỏ ngăn lấp, thuyền bè không đi được. Tháng 11 niên hiệu Gia Long thứ 16 (1817), vua sai Trấn thủ trấn Vĩnh Thanh là Thoại Ngọc Hầu điều dân Việt và dân Thổ 1.500 người, cấp cho gạo tiền để đốn chặt cây cối, đào vét cho thông, bề ngang sông là 12 tầm, sâu 4 thước ta, trong 1 tháng thì xong, ăn thông với thủy đạo Kiên Giang, nhân dân Việt, Thổ đi lại đều tiện lợi. Vua ban tên là Thoại Hà để ghi nhớ công của người bề tôi.

## Lợi ích

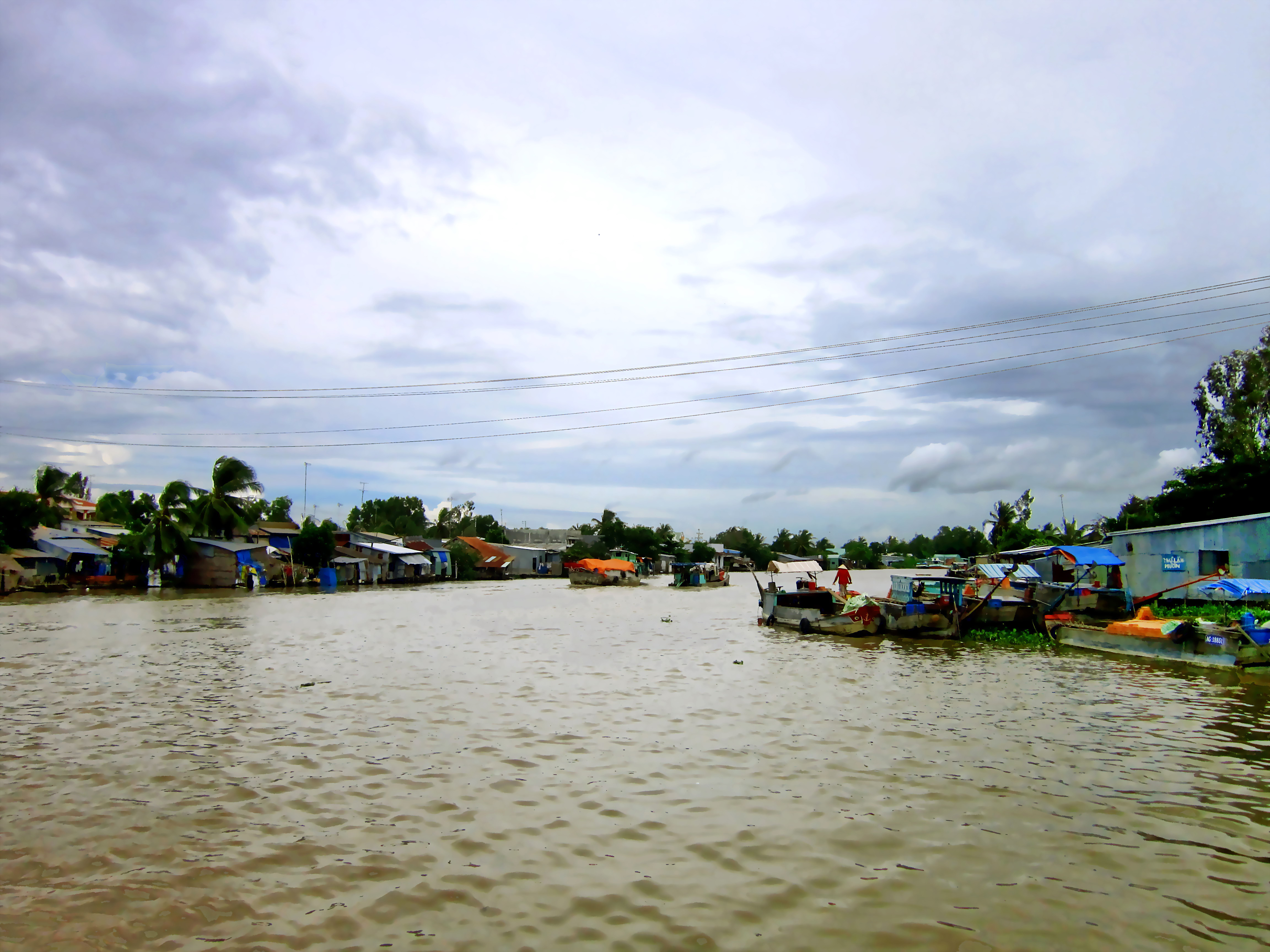
Nơi kênh Thoại Hà nối với hệ thống thủy đạo ở Rạch Giá.

Đến hôm nay, kênh vẫn còn có giá trị lớn về các mặt trị thủy, giao thông, thương mại, nông nghiệp và kênh cũng đã làm thay đổi bộ mặt thôn xóm ở hai bên bờ. Tất cả, thể hiện sức lao động sáng tạo xây dựng đất nước của nhân dân Việt và chính sách coi trọng thủy lợi để phát triển nhiều mặt của triều Nguyễn.
Trong Nam Kỳ phong tục diễn ca (1909) của Nguyễn Liên Phong, có đoạn thơ nói về con kênh này như sau:
Đời Gia Long thập thất niên,
Ông Bảo hộ Thoại phụng truyền chỉ sai.
Đào kinh Lạc Dục rất dài,
Ngang qua núi Sập trong ngoài giao thông.
Rồi vừa một tháng nhơn công,
Giáp vô Rạch Giá thương nông đều nhờ.

## Sách tham khảo chính
- Quốc sử quán triều Nguyễn, Đại Nam thực lục (toàn tập). Bản dịch của Trung tâm khoa học xã hội và nhân văn quốc gia, Viện sử học Quốc sử quán triều Nguyễn, Tổ Phiên dịch Viện Sử học phiên dịch. Nhà xuất bản Giáo Dục xuất bản năm 2007.
- Nguyễn Văn Hầu,Thoại Ngọc Hầu và những cuộc khai phá miền Hậu Giang, Nhà xuất bản Hương Sen, Sài Gòn, không ghi năm xuất bản.
- Nhiều người soạn, Địa chí An Giang (tập 1). UBND tỉnh An Giang tổ chức biên soạn và ấn hành, 2003.
- Nhiều tác giả, Kỷ yếu Hội thảo khoa học danh nhân Thoại Ngọc Hầu do Hội khoa học Lịch sử Việt Nam, UBND tỉnh An Giang và UBND thành phố Đà Nẵng phối hợp tổ chức và ấn hành năm 2009.